# Les Rita Mitsouko
Pour leur premier album, voir Rita Mitsouko (album).
Les Rita Mitsouko sont un groupe de pop rock formé en 1979 par le duo d'auteurs-compositeurs-interprètes Catherine Ringer et Fred Chichin. Le groupe, révélé en 1984 par le tube Marcia Baïla, est l'un des plus populaires des années 1980 en France. Le duo prend fin à la mort de Fred Chichin en 2007.

## Biographie
Catherine Ringer et Frédéric Chichin se rencontrent à Paris en 1979. Fred Chichin, ancien guitariste de Gazoline, vient de sortir de prison à la suite d'une affaire de drogue. Catherine Ringer chante alors dans la comédie musicale Flashes rouges de Marc'O et Geneviève Hervé. Faute de salaires, deux des musiciens quittent le spectacle. Fred Chichin est engagé et, au bout d'une semaine de répétition, dit à Catherine : « Allez viens, on va faire un groupe de rock ! » Ils composent alors leurs premières chansons sous le nom de Sprats et jouent tous les deux, aidés d'un magnéto ReVox, dans des restaurants, des bars, des petites salles (le Gibus).
En 1980, ils composent et interprètent la musique d'Aux limites de la mer, la première œuvre d’Armando Llamas, mise en scène par Catherine Dasté et avec Marcia Moretto. C'est en 1981 qu'ils changent de nom pour Rita Mitsouko, partent pour leur première tournée française (quinze dates) en première partie du groupe new-yorkais Indoor Life. Ils signent leur premier contrat d'enregistrement avec Virgin France et sortent leur premier 45 tours : Minuit dansant. En 1983, le duo réalise la musique de Pôle à pôle, spectacle de danse avec Marie-Christine Gheorghiu et Alain Buffard à la Biennale de la danse de Lyon.
Par son look original comme par sa musique, le groupe attire l'attention.
Le nom de « Rita Mitsouko » est choisi pour sa beauté et sa sonorité internationale : il associe le nom de la stripteaseuse Rita Renoir à celui du parfum Mitsouko de Guerlain. Comme le raconte Catherine Ringer elle-même : « J'avais écrit toute une série de noms, comme ça, à base des parfums de Guerlain. Donc il y avait “Twinka Shalimar”, “Rita Mitsouko”… J'en avais fait, comme ça, toute une série, et puis Fred est tombé dessus et m'a dit : “Mais c'est bien, comme nom, ça !” », ajoutant avec malice : « Au début, on avait dit que Fred s'appellerait Rita et moi Mitsouko, pour simplifier les choses ! ». Au départ appelé simplement Rita Mitsouko, le duo s'est par la suite rebaptisé Les Rita Mitsouko pour éviter la confusion, fréquente à leurs débuts, entre le nom du groupe et celui de sa chanteuse,.
De leur premier album Rita Mitsouko est extrait un des tubes de l'année 1985, Marcia Baïla ; le clip de la chanson, réalisé par Philippe Gautier, où Catherine Ringer apparaît avec une robe corset de Jean-Paul Gaultier qui deviendra emblématique, et montrant des décors d'artistes de la Figuration libre (Di Rosa, Mosner, Combas), deviendra une référence. C'est le début du grand succès, les tubes s'enchaînent : Andy, C'est comme ça, Les Histoires d'A, Le Petit Train, Y'a d'la haine… Jean-Luc Godard les filme en train d'enregistrer l'album The No Comprendo pour son long-métrage Soigne ta droite qui sort en 1987.
Pendant toutes ces années, le duo garde une grande originalité, sur disque comme sur scène, sans se prendre au sérieux, et explore divers courants musicaux, s'intéressant tour à tour au funk, à la new wave, au hip-hop ou au jazz. À travers leurs tubes, ils dissimulent souvent derrière une mélodie joyeuse, des paroles aux thèmes tragiques, comme l'agonie de leur amie Marcia Moretto, atteinte d'un cancer, narrée dans la chanson Marcia Baïla, ou la déportation des Juifs dans les camps de concentration nazis dans la chanson Le Petit Train. C'était un homme, dans l'album Cool Frénésie (2000), quant à elle, est une chanson à la mémoire de Sam Ringer, le père de Catherine, déporté lors de la Seconde Guerre mondiale (et le titre est une référence à Si c'est un homme de Primo Levi).
En 2001, ils produisent et participent à l'album Le Paradis bleu des cœurs couronnés, de Jean Néplin (chanteur du groupe Fassbinder avec Fred de 1976 à 1979).
En septembre 2006, ils enregistrent avec Azzedine Djelil la musique du spectacle Les Noces de l'Enfant-Roi, création d'Alfredo Arias présentée à Versailles dans le cadre du festival Fêtes de nuit de Versailles. Catherine Ringer avait déjà travaillé en solo avec Alfredo Arias, jouant et chantant le rôle-titre de sa comédie musicale Concha Bonita en 2002.
Leur dernier album, Variéty, coproduit par Mark Plati, sort chez Because Music le 23 avril 2007. Une version en langue anglaise de l'album, Variety sort en juillet. Ils entament par la suite une tournée européenne des festivals qui les mène en Espagne, en Allemagne, en Suisse, en Belgique (e.a. au festival Les Ardentes), ou en Italie (dont le dernier live filmé au festival Rock en Seine à Paris le samedi 25 août 2007). Le 8 octobre 2007 sort un mini-album composé de six titres, The Eye EP.
En novembre 2007, les Rita Mitsouko sont contraints d'annuler une partie de leur tournée en raison de l'état de santé de Fred Chichin qui se dégrade considérablement. Le 13 novembre, Catherine Ringer monte seule sur la scène de l'Olympia.
Le 28 novembre 2007 au matin, Frédéric Chichin meurt, à 53 ans, d'un cancer foudroyant diagnostiqué deux mois auparavant. Le groupe devait se produire le soir même à l'Olympia.
Catherine Ringer reprend à partir du 14 mars 2008 la tournée interrompue, avec le même groupe, lors de concerts intitulés Catherine Ringer chante les Rita Mitsouko and more.
Le 27 juillet 2008, Catherine Ringer donne la dernière représentation de la tournée Variety sur la scène du Métropolis de Montréal, dans le cadre des FrancoFolies de Montréal.

## Discographie

### Autres
- 1985 : Les Enfants du Velvet, titre All Tomorrow's Parties (Disque compilation en hommage à Lou Reed)
- 1999 : Emmaüs Mouvement, titre Le juste prix (Disque anniversaire des 50 ans du mouvement Emmaüs)

### Singles
- 1982 : Minuit dansant / Don't forget the nite
- 1984 : Restez avec moi / Marcia Baïla
- 1986 : Andy / Un soir, un chien / C'est comme ça / Les Histoires d'A.
- 1988 : Mandolino City / Singing in the shower (avec Sparks) / Tongue dance / Le petit train
- 1990 : Hip kit / Don't forget the nite
- 1993 : Y'a d'la haine / Les Amants / Femme d'affaires
- 1996 : Riche (en duo avec Doc Gynéco) / If I were a rich man (adaptation)
- 2000 : Cool frénésie / Alors c'est quoi / Femme de moyen âge
- 2002 : Triton / Sacha / Tu me manques
- 2004 : Triton (live) / La sorcière et l’inquisiteur (live) / Andy (live) / Où sont-ils donc ? (live) / Écoutez la chanson bien douce (live)
- 2007 : Communiqueur d'amour / Ding Dang Dong / Même si / L'ami ennemi

### Clips
- 1984 : Marcia Baïla réalisé par Philippe Gautier
- 1986 : Andy réalisé par Philippe Gautier / C'est comme ça réalisé par Jean-Baptiste Mondino / Les histoires d'A. réalisé par Jean-Baptiste Mondino
- 1987 : C'est comme ça des Rita Mitsouko  réalisé par Jean-Baptiste Mondino
- 1988 : Singing in the shower (avec Sparks) réalisé par Tim Pope / Le petit train réalisé par Jean Achache
- 1990 : Hip kit (William Orbit remix) réalisé par Hiroyuki Nakano
- 1993 : Y'a d'la haine réalisé par Sébastien Chantrel / Les Amants réalisé par Jean-Baptiste Mondino
- 2000 : Cool frénésie réalisé par Sébastien Caudron / Alors c'est quoi ? réalisé par Olivier Babinet et Didier Richarth
- 2002 : Triton réalisé par Hiroyuki Nakano / Sasha réalisé par Hiroyuki Nakano
- 2007 : Même si réalisé par Philippe Gautier / Ding Dang Dong réalisé par Tim McGurr

### Coffret
- 2019 : L'intégrale - Coffret de 12 CD + 1 DVD. Sur le label Because Music.
- 2019 : L'intégrale - Coffret de 13 disques vinyles +  DVD + une feutrine pour platine vinyle + un poster exclusif. Label Because Music.

## Distinctions
- 1987 : Grand Prix de l'Académie Charles-Cros
- 1987 : Victoires de la musique du meilleur album pour The no comprendo et du meilleur clip pour C'est comme ça
- 1990 : Victoires de la musique : Marcia Baïla sacrée seconde meilleure chanson française de la décennie 1980-1990[9]
- 1990 : Prix Val Rock, pour le clip Le Petit Train
- 1990 : Bus d'Acier de la décennie pour l'ensemble de leur œuvre
- 1994 : Clip de l'année aux MTV Europe Music Awards pour Y'a d'la haine
- 2001 : Prix Roger-Seiller du groupe français (prix de Printemps de la SACEM).

## Hommages
Les Rita Mitsouko ont été plusieurs fois nommés aux Victoires de la musique : nommés dans trois catégories différentes en 2000 (période Cool Frénésie), à nouveau en 2002 (période La Femme Trombone), une fois en 2004 (période Les Rita Mitsouko en concert avec L'Orchestre Lamoureux) et dans trois catégories en 2007 (période Variety).
Le livre 1 000 chansons françaises (Flammarion, 2012) met à l'honneur les chansons des Rita Mitsouko parmi les plus grandes chansons françaises : Marcia Baïla, Les Histoires d'A, Le Petit Train, Ding Dang Dong notamment.